# Jacob Ortmark
Jacob Åke Stefan Ouro Ortmark, född 29 augusti 1997, är en svensk fotbollsspelare som spelar för Hammarby IF.
Jacob Ortmark är sonson till Åke Ortmark och Sinikka Ortmark Stymne.

## Karriär
Ortmarks moderklubb är Stocksunds IF. Han gjorde sin allsvenska debut för IF Brommapojkarna den 25 augusti 2014 i en 4–0-förlust mot Djurgårdens IF, där han byttes in i den 77:e minuten mot Pontus Åsbrink.
Den 9 augusti 2018 lånades Ortmark ut till Gefle IF på ett låneavtal över resten av säsongen. I februari 2019 värvades Ortmark av Degerfors IF, där han skrev på ett tvåårskontrakt. Ortmark spelade 26 ligamatcher och gjorde ett mål under säsongen 2020, då Degerfors IF blev uppflyttade till Allsvenskan.
Den 16 oktober 2020 värvades Ortmark av IK Sirius, där han skrev på ett treårskontrakt med start den 1 januari 2021.
Den 8 februari 2022 skrev han på ett fyraårskontrakt med IFK Norrköping.
Den 25 mars 2025 undertecknade Ortmark ett avtal med Hammarby IF som gäller för resten av säsongen.